# Bernardo Herrera
Bernardo Herrera Toro (Caracas, Capitanía General de Venezuela, 20 de agosto de 1791-Caracas, Venezuela, 16 de febrero de 1860) fue un militar venezolano, coronel del ejército independentista y edecán del Libertador Simón Bolívar por muchos años.

## Carrera militar
Fue Coronel del Ejército Libertador y, al igual que sus primos hermanos por el lado materno Diego Ibarra y Andrés Ibarra, fue Edecán de El Libertador. En el Diario de Bucaramanga Luís Perú De Lacroix lo describe como “persona de la más absoluta confianza del Libertador, quien le encomendará delicadas misiones en la Convención de Ocaña”. Efectivamente, dicha obra testimonial del año 1828 presenta a Bernando Herrera y a Daniel O’Leary como los miembros del entorno directo de Simón Bolívar en quien este depositaba mayor confianza. En carta al General Pedro Briceño Mendez, fechada el 23 de abril de 1828, el Libertador le señalaba que esperaba ansioso el regreso de Herrera de la Convención de Ocaña para tener una visión completa de lo que allí ocurría y determinar si volvía definitivamente a Venezuela. Desde 1814 acompañó a Bolívar dentro del grupo de sus edecanes, participando en sus diversas campañas militares tanto en Venezuela como en otros lugares de Sudamérica. Seguiría desempeñando estas funciones hasta la muerte de aquel en el año de 1830. Luego se lo encontrará como  Regidor del Ayuntamiento de Caracas. Falleció en el año de 1860 a la edad de sesenta y ocho años.

## Vida personal
Era hijo de Martín Herrera y Rada y de María Teresa Rodríguez del Toro e Ibarra. Su madre era hermana de los generales Francisco Rodríguez del Toro y Fernando Rodríguez del Toro y prima hermana de la esposa de Simón Bolívar, con quien compartía el mismo nombre.Fue hermano del General Esteban Herrera Toro (1797-1864), también prócer de la Independencia de Venezuela.